# Atletica leggera ai XII Giochi panafricani - 3000 metri siepi maschili
La specialità dei 3000 metri siepi maschili ai XII Giochi panafricani si è svolta il 26 agosto 2019 allo Stadio Moulay Abdallah di Rabat, in Marocco.
La competizione è stata vinta dal keniano Benjamin Kigen, che ha preceduto l'etiope Getnet Wale (argento) e il marocchino Soufiane El Bakkali (bronzo).

## Podio
| Oro     | Benjamin Kigen Kenya        |
| Argento | Getnet Wale Etiopia         |
| Bronzo  | Soufiane El Bakkali Marocco |

## Risultati

### Finale
| Class   | Nome                     | Nazione | Tempo   | Note |
| ------- | ------------------------ | ------- | ------- | ---- |
| Oro     | Benjamin Kigen           | Kenya   | 8:12.39 |      |
| Argento | Getnet Wale              | Etiopia | 8:14.06 |      |
| Bronzo  | Soufiane El Bakkali      | Marocco | 8:19.45 |      |
| 4       | Takele Nigate            | Etiopia | 8:23.48 |      |
| 5       | Abel Sikowo              | Uganda  | 8:28.53 |      |
| 6       | Mohammed Tindouft        | Marocco | 8:33.30 |      |
| 7       | Salem Mohamed Attiaallah | Egitto  | 8:34.87 |      |
| 8       | Mohamed Ismail Ibrahim   | Gibuti  | 8:42.59 |      |
| 9       | Tesfaye Deriba           | Etiopia | 8:44.59 |      |
| 10      | Bilal Tabti              | Algeria | 8:45.59 |      |
| dq      | Yemane Heileselassie     | Eritrea | dq      |      |
| dnf     | Amor Ben Yahia           | Tunisia | dnf     |      |
| dnf     | Abdelkarim Ben Zahra     | Marocco | dnf     |      |
| dnf     | Joash Kiplimo            | Kenya   | dnf     |      |
| dnf     | Conseslus Kipruto        | Kenya   | dnf     |      |
| dnf     | Mohamed Amin Jhinaoui    | Tunisia | dnf     |      |